# HiperSockets
HiperSockets ist eine von IBM entwickelte Technologie für die Hochgeschwindigkeitskommunikation zwischen einzelnen Partitionen auf einem Mainframe unter Nutzung eines Hypervisor. Die Terminologie wird meistens im Zusammenhang mit zSeries-Mainframes erwähnt. Die Technologie der HiperSockets ermöglicht eine im Hauptspeicher definierte Verbindung, basierend auf TCP/IP zwischen LPARs. Auf diesen LPARs können unterschiedliche Mainframe-Betriebssysteme laufen, beispielsweise z/OS, z/VM oder Linux on System z.
Aus Sicht der Anwendungssoftware eines Mainframes besteht zwischen klassischer Nutzung der Kommunikation unter LPARs über Netzwerkkarte (OSA) und HiperSockets kein funktioneller Unterschied. Gleichwohl benötigt die Nutzung von HiperSockets weniger Prozessor-Overhead auf beiden Seiten der definierten Verbindung, was sich letztendlich in einer hervorragenden Performance spiegelt. Da sich HiperSockets-Verbindungen ausschließlich über Hauptspeicher definieren, arbeiten sie auch mit entsprechender Geschwindigkeit. Weitere Vorteile sind Reduzierung von Latenzzeiten und Wegfall von zusätzlicher Hardware wie Hubs, Router, Adapter oder Verkabelungen.
Auf HiperSockets basierende Kommunikationsverbindungen können ausschließlich auf einem physischen Mainframe-System definiert werden. Eine Definition zwischen mehreren physischen Mainframe-Servern ist nicht möglich.